# 中村覚之助 (競馬)
中村 覚之助（なかむら かくのすけ、1919年6月24日 - 2009年5月14日）は日本中央競馬会 (JRA) ・栗東トレーニングセンターに所属していた調教師。息子は中村均調教師である。

## 来歴
1960年、調教師免許を取得する。
1969年、栗東トレーニングセンター開設にともない移転する。
1971年、息子の均が厩舎所属の厩務員となり、のちに調教助手となる。
1978年、均が厩舎を開業する。
1990年、調教師を引退する。
2009年5月14日、肺炎のため死去。89歳没。

## おもな管理馬
- ヤマニンウエーブ（1972年京都記念（秋）、天皇賞（秋））
- フセノスズラン（1973年スワンステークス）
- スターサンシャイン（1989年毎日杯、京都4歳特別）
- ハツシバエース（1989年朝日チャレンジカップ）

## おもな厩舎所属者
※太字は門下生。括弧内は厩舎所属期間と所属中の職分。
- 野村彰彦（1967年-1985年 騎手）
- 中村均（1971年-1977年 厩務員、調教助手）
- 岡冨俊一（1982年-1990年 騎手）